# 山西黑磚窯案
2007年，中国山西省，曝光一起当地砖窑矿主从人贩子中购买偷运来的民工，包括许多童工，将他们关押在各个窑场，强迫他们从事极高强度的体力劳动，动辄暴力殴打，使得不少民工致残、致死的案件，这些民工的遭遇跟奴隶类似。案件被媒体曝光后，引起舆论的极大公愤，也受到了中国中央人民政府的重视，中国党和国家领导人胡锦涛、温家宝等作出批示，地方政府进而采取检查、营救等措施。涉案人士主要有窑场主王兵兵（又名王斌斌）、其父党支部书记王东记及窑场承包人衡庭汉等。

## 窑场背景
山西地处黄土高原，黏土资源较为丰富，并且开采较容易，与煤矿开采相比，成本要低得多。不少当地人利用关系，在没有任何合法手续的情况下，开设黑砖窑，用简陋的工艺生产黏土砖。由于山西人口少，有的窑厂主将窑厂生产承包给外地的包工头，包工头再雇外地人从事生产，窑厂主可获得高额的利润。以临汾市洪洞县广胜寺镇曹生村三条沟砖厂为例，窑场主王兵兵是该村党支部书记、洪洞县两届人大代表王东已的儿子，他将窑场承包给河南人衡庭汉，1万块砖的市价为2000-3000元人民币，该窑场每生产1万块砖，窑场主仅付给包工头人民币360元。

## 奴工误入陷阱的过程
人贩子拐带儿童的手段分别有在路边停了面包车，让过路的男孩帮忙抬东西，然后连人一起推上车、在饮料中加了迷药，麻醉孩子或以招工的名义诱骗孩子，声称有较好的工资、待遇等。人贩子将孩子送到火车站附近的小黑屋，人数满一车后，夜晚再拉往山西的黑窑场。
有些成年人是被黑中介骗到山西的。比如身陷山西运城临猗县北景乡的黑砖窑的李兴万、乔学文等，就是在西安火车站被黑中介用虚假的招聘条件骗上了车，之后被送到黑砖窑，失去了人身自由。

## 窑工遭遇
据官方报道，截至2007年6月21日，山西打击“黑砖窑”专项行动已解救农民工359人，其中，被拐骗的174人，被强迫劳动的185人，还有智障人员65名。这些以及其他受害人的遭遇都不尽相同。下面的一些介绍来自不同的新闻媒体，不一定经过独立的核实。
窑厂主从人贩子、黑中介手中，购买人口，这些劳工被称作「黑人」，为了便于窑厂主控制，窑工主要是未成年的孩子与智障人士，他们被运至窑厂后，会被另起名字。窑场雇佣了打手、饲养狼狗，来监视干活。劳工每天至少要劳动16个小时，他们自称「吃的是猪狗食，干的是牛马活」。稍有不慎，劳工就会遭到暴力侵袭。
- 根据失踪孩子家长羊爱枝女士披露，「在芮城一个窑场，一个30多岁的男人，胯骨被打断，腿可以转180度，腿萎缩得像细胳膊一样。正常人都可能被打得憨憨傻傻。穿得衣不遮体，吃的饭则是夹生的。白天干活，晚上住窑洞。晚上十点以后下班，就被锁在窑洞内。小便大便都在窑洞里。她看到有一个窑场的窑洞，有二十七八米长，住了86个人。她还看到，有的人的腿因为出窑烧得常年开裂。一些小孩的手有两三厘米厚，长着牛皮癣一样的东西，窑场主说，用机油抹抹就好了。」[6]

- 广胜寺镇曹生村三条沟砖厂的报导情况：「31名农民工中的23人是被从郑州和西安火车站骗来的，另外的8人则神志不清。早上5点开始上工，干到凌晨1点才让睡觉；而睡觉的地方只有铺着草席的砖地，冬天不生火，打手把他们关进黑屋子后反锁，30多人只能背靠背地“打地铺”，而门外则有打手、狼狗巡逻。三餐就是吃馒头、喝凉水，没有任何蔬菜，而且每顿饭必须在15分钟内吃完。农民工们只要动作稍慢，就会遭到打手殴打，因此被解救时多有伤痕。打手强迫民工下窑去背还未冷却的砖块，致使民工烧伤；由于没有工作服，他们大都衣衫褴褛，甚至大部分人鞋子都没有，脚部则多被砖窑烧伤；由于长时间没有洗澡，身上很脏，异味较重。打手赵延兵嫌甘肃民工“刘宝”动作慢，用铁锹击“刘宝”头部，致其昏迷、死亡，尸体被掩埋于附近荒山中。」[7]

- 未成年人蒋阳，在郑州火车站被骗至山西临猗县的黑砖窑。33天后获救，体重从原来的160斤，减至90斤，据蒋阳亲人介绍，蒋阳“身上的伤口烂到看见了骨头！脓水一挤就是一碗”，“医生说，要是迟解救一两天，这个孩子性命肯定保不住了”，获救后的蒋阳性情大变，易发脾气，甚至打人。[8]

- 据后被获救的陈成功（16岁）介绍，窑厂主还曾带他到另一个窑场，观看杀人过程，打手们将“不好好干活”的窑工用棍棒打晕，然后将该窑工投入搅拌机，将其搅死碎尸。[9]

## 媒体报道
1998年，湖南石门县新关镇人大主席、省人大代表陈建教曾接到身陷山西榆次市黑砖窑、被奴役的湖南籍劳工的求救电话，后来他写信给山西省人大主任，而后山西省省委、省政府、省人大、公安厅等政府部门在不预先告知下级市、县政府的情况，前往该黑砖窑，解救出150多名被困的劳工，其中包括两三个童工。
2004年，又有新闻报道山西存在残害工人的黑砖厂。
2007年5月9日，河南电视台都市频道接到新闻线索，了解到有五位家长在寻找失踪的孩子，这些孩子都是大约十六岁的男孩，都在郑州火车站周围走失，家长认为，这些孩子被绑架、拐骗到了山西黑窑场。家长们在山西寻找了两个多月，解救出了50多个河南籍的男孩，从而了解到，人贩子将这些孩子，以500元的价格，贩卖给山西黑窑场。
5月10日，河南电视台付振中等记者跟随两位家长，前往山西暗访黑窑场。此后记者先后三次赴山西，采访了运城、晋城的许多窑场，目睹、了解到当地许多非法用工情况，随后从5月19日到6月2日，河南电视台的《都市报道》栏目播放了《罪恶的黑人之路》，不久有上千名丢失孩子的家长前来求助。记者估计，在山西黑窑厂做苦工的孩子至少超过1000人。

## 案情的发展
2007年6月9日起，河南省公安厅在河南省开展打击“拐骗强迫他人劳动”的专项行动，把“山西黑窑场强迫未成年人做窑工”的犯罪行为，紧急上报公安部，请求公安部督促山西警方清查黑窑场，解救河南在山西黑窑场受奴役的孩子。
6月14日，洪洞县黑砖场大案引起中国党和国家领导人关注。胡锦涛、温家宝等都作了批示。中华全国总工会书记处书记、纪检组长张鸣起来到洪洞，对黑砖场一案的查处进行督促、调查。
6月14日，山西省公安厅召开新闻发布会，通报“打击黑砖窑主解救被拐民工”专项行动有关情况。
6月16日，洪洞县政府有关部门组成10个小组将分赴31名被解救农民工所在的12个省、自治区、直辖市，向受伤害农民工道歉。 
6月16日晚，公安部B级逃犯衡庭汉，在湖北丹江口市石鼓镇盘道村五组被抓获。
6月18日，中华全国总工会召开新闻发布会，定调为非法用工问题
6月19日，公安部调查山西警察渎职行为，最高人民检察院渎职侵权检察厅赴山西调查黑砖窑背后渎职犯罪。
国务院总理溫家寶，在6月20日主持召开国务院常务会议，听取山西“黑砖窑”事件调查处理初步情况的汇报。山西省省长于幼军代表山西省人民政府在会上作了检查。溫家寶除了強調要打擊不法之徒，亦指出這件事涉及腐敗和失職，要嚴肅處理。
7月17日，临汾市中级人民法院判决赵延兵死刑，衡庭汉无期徒刑。

## 案情背后及政府部门的对策
山西的黑砖窑案并非个案，而是发生在中国大陆的很多地方，比如河北临西、广东惠州、新疆烏魯木齊等地都有关于黑砖厂的报道。另外，「黑砖窑案」是在新闻媒体率先披露出来的，整个事件由此在中国网络上得到广泛报道后，也惊动了中央高层。直到事件曝光後，地方政府才做出一系列补救性工作，包括解救受虐劳工、儿童，垫发劳工工资，追捕在逃责任人等。可是只有中央领导做出批示后，当地政府才向这些农民工道歉。黑砖窑案不是个案，而且存在的时间也不算短，因此媒体也发出了「有谁为山西黑砖窑事件引咎辞职？」的提问。曾经有一位不愿透露姓名的山西运城市临猗县公安局警官透露，「当地基层派出所常年处于乡村，难免会和砖瓦窑有些瓜葛，但收取保护费不会是普遍现象」。随後山西省公安廳表示，已成立「打擊黑窯主，解救拐騙民工」專項行動領導組。山西省人大常委会則發布了《山西省农民工权益保护条例》，为公安部门執法的依據。
另外，有記者在涉案現場的磚窰發現有多份來自「洪洞縣地質礦產局廣勝寺礦管所」的「廣勝寺所制止國土資源違法行為通知書」，顯示有關部門早在2006年初就已知道這件事，但只是一直靠收取罰款了事。
由于该事件引起的巨大社会影响，《中华人民共和国劳动合同法》在草案的社会公众征询阶段收到19万条意见，并于2007年6月29日，在全国人大常委会得以全票通过，自2008年1月1日起正式实施。

## 各方评论
山西黑砖窑案的报道引起了公众的广泛关注。
- 《羊城晚报》评论道：“我们实在难以用言语来表达我们对于山西洪洞县黑砖场残酷奴役、虐待31名外地包身工的愤怒；难以用言语来表达山西众多黑砖窑拐运、扣留大量未成年人充当苦力的残忍行为的指责。”“我们更需要政府用为普通死难者降国旗的仪式，以国家的名义，来表达我们社会修复文明底线的决心，凝聚我们的人心。”[32]
- 同济大学法学教授金泽刚認為，這類案件不宜只用强迫劳动一个罪名盖然论处，还要关注其长期的非法拘禁行为是否还存在致人伤害、死亡等其他犯罪行为，如果有就必須坚决并罚，并且依法追究被告人的赔偿责任，賠償給受傷者。[33]
- 英国广播公司中文网特约撰稿人荐轩评论認為黑窑事件是中国整个管理体系、整套政府机构失败、失效的一个明证。[34]
- 德国之声中文网引述《德国商报》的文章说：“（中国共产）党和（中国）政府当局多年来滥用权力。在共产党独裁多年后，许多党的干部至今仍然认为自己不可触犯。”[35]
- 法国国际广播电台中文网页也在2007年6月19日引述法国报章《费加罗报》的评论说：“残疾人和童工的悲惨命运，使即将在明年主办2008北京奥运的中国蒙羞。”《回声报》认为：“（黑窑工等事件）让极力打造和谐形象的北京政府陷入尴尬。”[36]